# مشکناز
مشکناز از شخصیتهای شاهنامه، نام همسر بهرام گور پادشاه ساسانی،( در شاهنامه ) نام یکی از چهار دختر آسیابان که به همسری بهرام گور در آمدند.